# Esquilo-vermelho-americano
Tamiasciurus hudsonicus, o esquilo-vermelho-americano, é uma das três espécies de esquilos de atualmente classificadas no gênero Tamiasciurus. São animais de médio porte (200 a 250 gramas), mamíferos diurnos que defendem um território exclusivo durante todo o ano. A dieta destes esquilos é especializada em sementes de coníferas. Como tal, eles estão amplamente distribuídos entre a América do Norte onde as coníferas são comuns, exceto na costa do Pacífico.